# Válvula esfera
Definição : A válvula esfera tem esse nome devido ao seu obturador ser uma esfera vazada em que o fluido passa quando ela está totalmente aberta e alinhada com a tubulação. Na posição fechada, o furo da esfera fica perpendicular ao sentido de escoamento do fluxo, bloqueando a sua passagem.
A válvula esfera (Inglês: ball valve) é um dispositivo mecânico utilizado para controlar o fluxo de fluido em tubulações.
A esfera dentro do equipamento tem um orifício no meio que, quando alinhado com as extremidades da válvula, permite a passagem de fluxo. Quando a válvula é fechada, o orifício fica perpendicular às extremidades da válvula, e o fluxo é então interrompido.
A válvula esfera é umas das válvulas mais utilizadas em residências e indústrias.
Ainda, válvulas esfera são muito utilizadas na indústria de óleo e gás, desde pequenas dimensões (1/2"), até grandes diâmetros (30", etc.)

## Aplicabilidade na Indústria Petrolífera
Consiste em um obturador esférico dentro de um corpo tubular. É muito utilizada na indústria petrolífera devido a sua aplicabilidade em condições de corrosão aliadas à pressão e temperaturas altas.O seu funcionamento consiste em uma passagem cilíndrica que, quando alinhada com a tubulação, permite o fluxo do fluido. Girando esta esfera por 90º, e assim tirando a passagem da direção do fluxo, a válvula fica fechada. A haste da válvula gira a esfera dentro do corpo e é encaixada na parte superior da esfera. Onde a haste encaixa com a alavanca geralmente existe uma marca indicando se a válvula esta na posição aberta ou fechada • Haste à prova de explosão.   Torque extremamente baixo devido suas sedes de dupla vedação.  

### Composição
Corpo da Válvula - Latão ASTM B16, Liga C3600

Esfera  - Latão ASTM B16, Liga C36000
Conexão Cobre - Cobre, ASTM-B75, Liga C12200
Haste da Válvula   - Aço Zincado   
Vedação da Haste da Válvula - Anél O’ring do tipo “W” de neoprene
Assentamento da Esfera - Sulfeto Polifenílico
Tampa da Haste da Válvula - Latão ASTM B16, Liga C36000
Tampa da Abertura para o Manômetro - Latão ASTM B16, Liga C36000
Vedação da Válvula de Abertura para o Manômetro -  Neoprene e PTFE
Suporte de Montagem - Latão ASTM B16, Liga C 36000
Compatibilidade do Material - Geralmente todos os componentes, incluindo a vedação O’ring da haste da válvula, o assentamento da esfera e a vedação da esfera, são compatíveis com os seguintes fluidos e óleos refrigerantes: • R22 e óleo mineral, óleo aquibenzeno ou óleo poliolester • R13a, R404a, R407 C, R410a ou 507 e óleo poliéster 
Resistência a Vibração - Atende à UL (2) 109
Resistência do Material - Atende à UL207 (2) (Teste de amônia úmida)
Previsão de Vazamento - 2,83g de refrigerante R22 por ano a 10,3 bar